# Юнчуань
Юнчуа́нь (кит. упр. 永川, пиньинь Yǒngchuān) — район городского подчинения города центрального подчинения Чунцин (КНР). Название в переводе означает «речные потоки, сливающиеся подобно иероглифу Юн» (永).

## История
Уезд Юнчуань был создан при империи Тан в 776 году. При империи Юань уезд Юнчуань вместе с рядом других уездов был объединён в область Хэчжоу (合州). Когда Мин Юйчжэнь поднял антимонгольское восстание, и в 1363 году основал государство Великое Ся, то эти места вошли в состав уезда Дацзу. При империи Мин в 1373 году уезд Юнчуань был воссоздан. При империи Цин в 1662 году к уезду Юнчуань был присоединён уезд Бишань (璧山县), но в 1728 году уезд Бишань был воссоздан.
В 1949 году уезд был включён в состав Специального района Бишань (壁山专区) провинции Сычуань. В 1951 году в связи с тем, что администрация специального района переехала из Бишаня в Цзянцзинь, он был переименован в Специальный район Цзянцзинь (江津专区). В 1960 году администрация специального района переехала из Цзянцзиня в Юнчуань, но район тогда переименовывать не стали. В 1968 году Специальный район Цзянцзинь был переименован в Округ Цзянцзинь (江津地区). В 1981 году Округ Цзянцзинь был переименован в Округ Юнчуань (永川地区). В 1983 году округ Юнчуань был расформирован, а уезд Юнчуань перешёл под юрисдикцию Чунцина.
Постановлением Госсовета КНР от 9 марта 1992 года уезд Юнчуань был преобразован в городской уезд. Постановлением Госсовета КНР от 22 октября 2006 года городской уезд Юнчуань был преобразован в район городского подчинения.

## Административно-территориальное деление
Район Юнчуань делится на 7 уличных комитетов и 16 посёлков:
- Уличные комитеты: Чашаньчжухай (茶山竹海街道), Чжуншаньлу (中山路街道), Шэнлилу (胜利路街道), Наньдацзе (南大街街道), Вэйсинху (卫星湖街道), Даань (大安街道), Чэньши (陈食街道).

- Посёлки: Цинфэн (青峰镇), Цзиньлун (金龙镇), Линьцзян (临江镇), Хэгэн (何埂镇), Сунгай (松溉镇), Сяньлун (仙龙镇), Цзянь (吉安镇), Уцзянь (五间镇), Лайсу (来苏镇), Баофэн (宝峰镇), Шуанши (双石镇), Хунлу (红炉镇), Юнжун (永荣镇), Саньцзяо (三教镇), Баньцяо (板桥镇), Чжуто (朱沱镇).

## Экономика
Основу экономики составляют сельское и лесное хозяйство; в Юнчуане выращивают рис, пшеницу, сладкий картофель, чай, овощи, фрукты, разводят свиней и тутового шелкопряда, перерабатывают бамбук и ценную древесину.
В промышленном парке Ганцяо развивается кластер целлюлозно-бумажной промышленности, который специализируется на переработке сырья из провинции Сычуань.

### Туризм
В Юнчуане расположено несколько популярных у туристов природных достопримечательностей, в том числе Чайная гора и Бамбуковое море.

## Транспорт
Через территорию Юнчуаня проходят междугородная железная дорога Чунцин — Чэнду и скоростная автострада Чунцин — Чэнду, развито судоходство по реке Янцзы.

## Спорт
В состав Юнчуаньского спортивного центра входят футбольный стадион, бассейн, теннисные и бадминтонные корты, баскетбольные площадки.

## Галерея

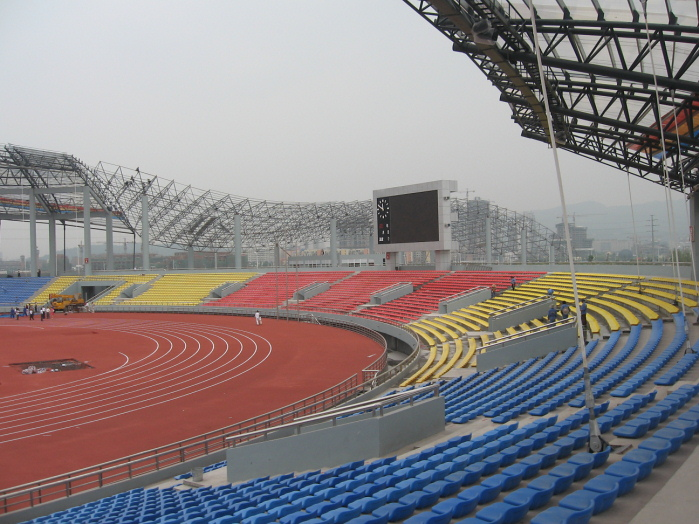
Стадион
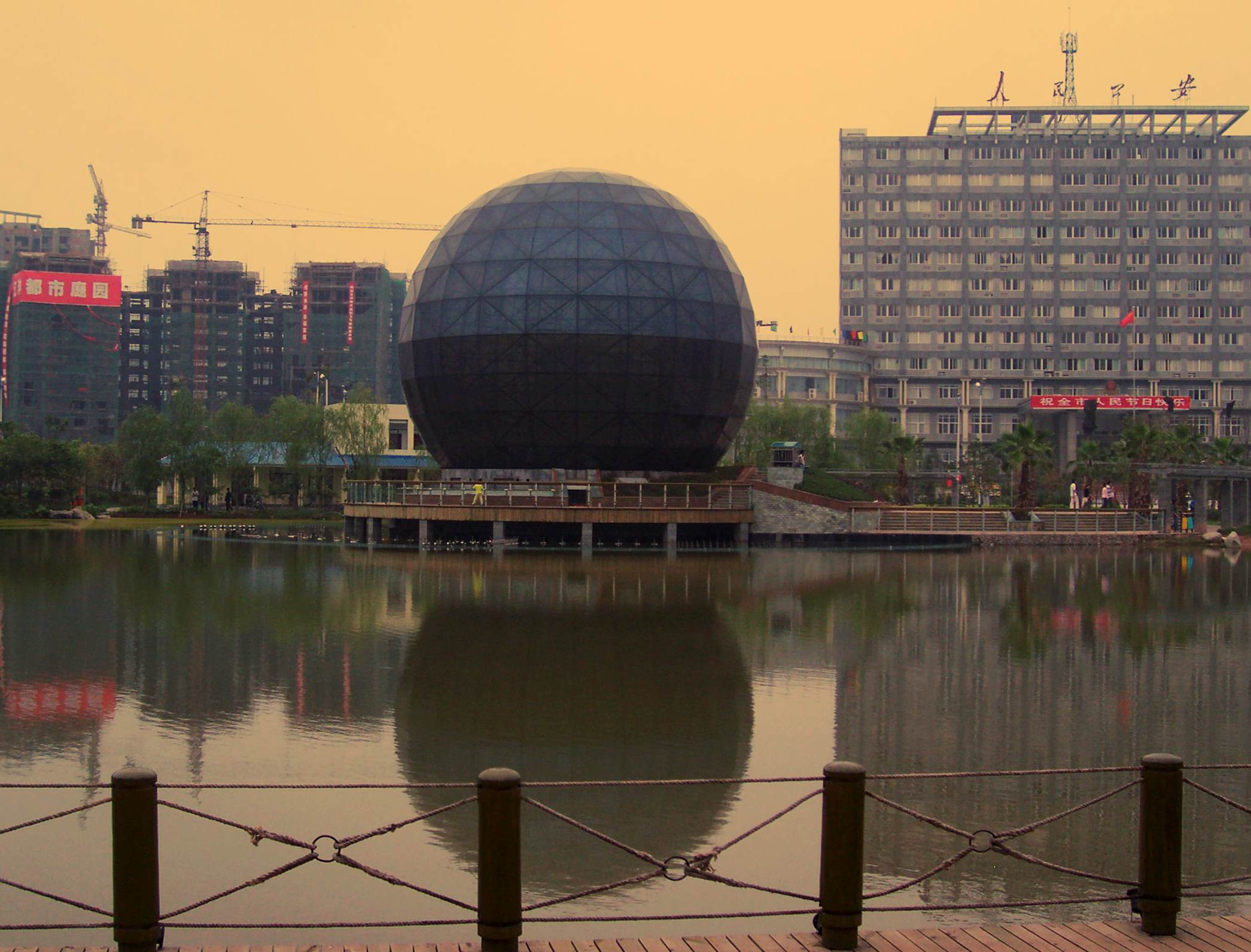
Народная площадь
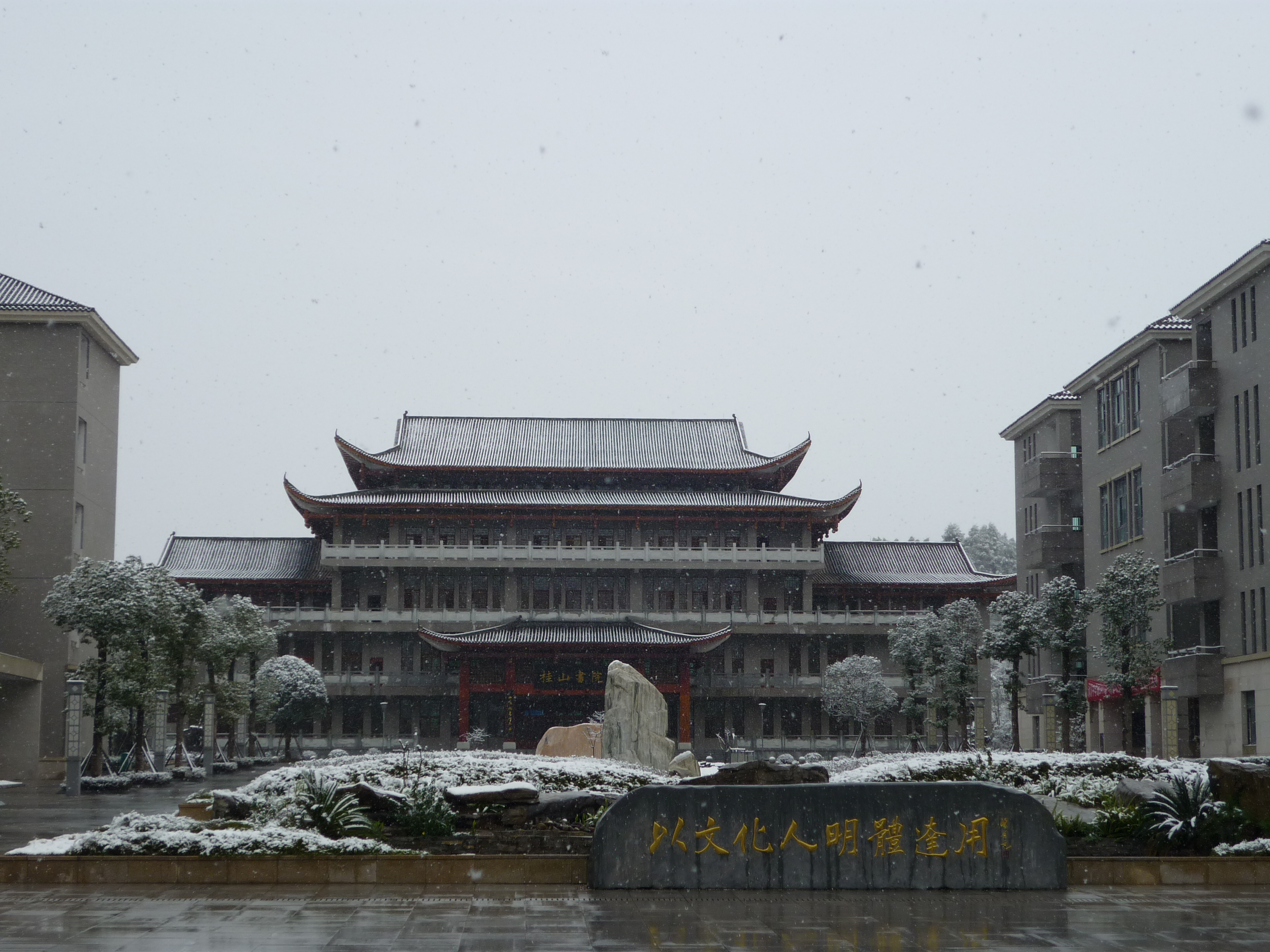
Средняя школа